# Jace Fry
Pour les articles homonymes, voir Fry.
Jace Fry (né le 9 juillet 1993 à Beaverton, Oregon, États-Unis) est un lanceur gaucher des Phillies de Philadelphie de la Ligue majeure de baseball.

## Carrière
Joueur à l'école secondaire, Jace Fry est repêché une première fois en 2011 par les Athletics d'Oakland au 9e tour de sélection, mais il ignore l'offre pour rejoindre les Beavers de l'université d'État de l'Oregon. En 2012, il subit une opération Tommy John au coude gauche. Il signe son premier contrat professionnel avec les White Sox de Chicago, qui le réclament au 3e du repêchage amateur de 2014.
Il fait ses débuts professionnels en 2014 dans les ligues mineures. À sa seconde saison dans l'organisation des White Sox, il subit en juin 2015 sa deuxième opération Tommy John pour réparer un ligament de son coude gauche, ce qui lui fait rater toute la saison de baseball 2016.
Jace Fry fait ses débuts dans le baseball majeur comme lanceur de relève pour les White Sox de Chicago le 5 septembre 2017 contre Cleveland.